# Robert de Limesey
Robert de Limesey († unsicher: 1. September 1117 in Chester) war ein anglonormannischer Geistlicher. Ab 1086 war er Bischof von Lichfield. Er verlegte 1102 den Bischofssitz nach Coventry.

## Herkunft
Robert de Limesey war ein Sohn von Raynerius, einem Ritter mit Grundbesitz in North Mimms in Hertfordshire. Möglicherweise war er ein Neffe von Ralph, einem im Domesday Book von 1086 erwähnten Baron, der aus Limésy in der Normandie stammte.

## Bischof von Lichfield und Coventry
Robert de Limesey diente als königlicher Beamter, wofür er vor 1085 Kanoniker an der St Paul’s Cathedral in London wurde. Weihnachten 1085 benannte ihn König Wilhelm der Eroberer als Kandidaten für die Diözese Lichfield, deren Sitz bereits zehn Jahre zuvor von Bischof Peter nach Chester verlegt worden war. Der Chronist William of Malmesbury bezichtigte Bischof Robert, die Bildung der Mönche seines Kathedralpriorats vernachlässigt zu haben. Selbst Lebensmittel für die Mönche seien knapp gewesen. Andererseits lobte er ihn als umgänglichen Mann, der umfangreiche Baumaßnahmen in Lichfield begonnen hätte. Allerdings sind für seine Diözese aus seiner Amtszeit nur wenige Urkunden erhalten. In einer Urkunde von 1107 verteidigt er vor dem königlichen Gericht in Portsmouth Besitzrechte des Priorats. Dennoch verlor er nach einem langen Rechtsstreit Kilbsy in Northamptonshire an Bischof Robert Blouet von Lincoln. Robert de Limesey hielt sich anscheinend oft am Königshof auf. Aus der Regierungszeit von Wilhelm II. sind sechs und aus der Regierungszeit von Heinrich I. zwanzig Urkunden erhalten, die Robert mit bezeugte. 1101 sandte ihn Heinrich I. zu Papst Paschalis II. nach Rom, um das Recht des Königs zur Investitur von Geistlichen zu verteidigen. Er hatte wohl schon länger geplant, den Bistumssitz nach Coventry zu verlegen. Bei seinem Aufenthalt in Rom erhielt er am 18. April 1102 dafür eine Bulle mit der Erlaubnis des Papstes. 1114 beauftragte ihn der König, Thurstan als neuen Erzbischof von York zu inthronisieren. Auf seinem Sterbebett in Chester 1117 wünschte er sich, in Coventry begraben zu werden.

## Nachkommen
Obwohl er Geistlicher war, hinterließ Robert de Limesey mehrere Kinder. Diese wurden aber vermutlich geboren, bevor er Bischof wurde. Seine Tochter Celestria gründete später Ronton Priory in Staffordshire. Eine zweite Tochter, deren Namen nicht bekannt ist, heiratete Ralph de la Mare, sie gründete später ein Priorat in Fillongley in Warwickshire. Die Mutter seines Sohns Richard erhielt als Wittum Grundbesitz bei Frankton in Warwickshire.